# Mykola Leontovyč
Mykola Dmytrovyč Leontovyč (ukrajinsky Микола Дмитрович Леонтович; 13. prosince 1877 – 23. ledna 1921) byl ukrajinský skladatel, sborový dirigent, společenský činitel, pedagog. Autor četných sborových adaptací ukrajinských lidových písní, mj. ukrajinské koledy „Ščedryk“, jejíž anglický překlad s názvem „Carol of the Bells“ je celosvětově známý.

## Biografie
Narodil se 1. prosince 1877 ve vesnici Selevynci, Braclavského povitu Podolské gubernie v rodině vesnického kněze.
V roce 1887 Leontovyč zahájil studium na Nemirovském gymnáziu. O rok později byl převeden kvůli nedostatku financí do šarhorodského základního teologického učiliště.
V roce 1892 byl zapsán do Podolské teologické akademie v Kamenci – Podolském, kde studoval hudební teorii a sborový zpěv, hru na housle, klavír, základy hry na některé hudební nástroje a teorii skladatelství. Podle vzoru Mykoly Lysenka začal zpracovávat některé folklorní melodie. Po skončení akademie pracoval jako učitel na podolském venkově; roku 1901 vydal první sborník lidových písní z Podolí. V roce 1903 vyšel druhý sborník, věnovaný Lysenkovi.
Na podzim 1904 se Leontovyč odstěhoval na Donbas, kde rovněž pracoval učitelem zpěvu; založil sbor dělníků. Po revolučních událostech 1905. roku vrací se zpět na Podolí. Od 1909 roku soukromě studuje teorii zpěvu u Boleslava Javorského.
V roce 1916 se Leontovyč seznámil se skladatelem Kyrylem Stecenkem, v tomtéž roce spolu se sborem Kyjevské univerzity poprvé uvedl svou verzi písně „Ščedryk“.
Po zosnovaní Ukrajinské lidové republiky nastalo přijel do Kyjeva, kde zahájil aktivní skladatelskou a dirigentskou činnost. Složil operu podle pohádky Borise Hrinčenka „O rusalčiných Velikonocích“.
V noci ze dne 22. na 23. ledna 1921 byl Leontovyč zabit agentem Čeky Afanasijem Gryščenkem v domě jeho rodičů. Utajený čekista požádal, aby zůstal přes noc v domě a sdílel pokoj s Mykolou. Za úsvitu skladatele zastřelil (zemřel na ztrátu krve o pár hodin později) a oloupil jeho rodinu. Text zprávy, který zobrazuje jméno vraha skladatele byl zveřejněn až v roce 1990.

## Tvorba
Dílo Mykoly Leontovyče zahrnuje stovky lidových písní v autorské úpravě a autorské písně, inspirované folklorem. Za jeho největší profesionální úspěch jsou považovány písně „Ščedryk“ a „Dudaryk“, v nichž Leontovyč dosáhl maximální rytmické organizace. Organicky zde pojednal postupy klasické a lidové polyfonie.